# Stanisław Turtoń
Stanisław Turtoń (ur. 30 marca 1894 w Parkowie, zm. 24 grudnia 1940 w niemieckim obozie koncentracyjnym Sachsenhausen) – polski działacz socjalistyczny i związkowy, radny miasta Poznania w latach 1922–1929 z ramienia PPS.

## Życiorys
Pochodził ze Słomowa.  W czasie I wojny światowej był marynarzem Kaiserliche Marine. W roku 1918 jako ranny przebywał w szpitalu w Hamburgu, z którego uciekł by wziąć udział w niemieckiej rewolucji listopadowej. W tym czasie był członkiem SPD i Związku Spartakusa. Po powrocie do Wielkopolski, wziął udział w powstaniu wielkopolskim, jako podkomendny poznańskiej Rady robotniczo- żołnierskiej. Z powstania wyszedł w stopniu plutonowego.
Po powstaniu Turtoń pracował w poznańskich zakładach kolejowych jako ślusarz. Tam też związał się z Związkiem Zawodowym Kolejarzy i Polską Partią Socjalistyczną. W 1920 r. był jednym z przywódców strajku kolejarzy przed zamkiem cesarskim w Poznaniu. Był członkiem Rady Naczelnej PPS oraz Zarządu Głównego ZZK. W latach 1922–1929 zasiadał w radzie miasta Poznania z ramienia PPS. Był działaczem Kolejowego Przysposobienia Wojskowego.
We wspomnieniach Jana Kaczmarka, robotnika zakładów kolejowych, Stanisław Turtoń był przedstawiany jako odważny i błyskotliwy orator, co wielokrotnie wykorzystywał. W 1930 r. podczas wiecu pierwszomajowego w Gnieźnie, ostro skrytykował w przemowie działalność KPP i Związek Radziecki, za co został pobity przez tłum zwolenników konkurencyjnej PPS-Lewicy. W lipcu 1939 r. w Obornikach wygłosił referat nt. „Wojna czy pokój”, zakończony oświadczeniem:
Deklarujemy stuprocentowe poświęcenie wszystkiego, nawet życia dla Niepodległości Rzeczypospolitej, nie żądając żadnej nagrody, gdyż jest to zresztą naszym obowiązkiem, lecz mamy prawo żądać by nie traktowano nas jak pariasów, lecz jak pełnoprawnych obywateli.

### Odznaczenie
W 1961 roku został pośmiertnie odznaczony Wielkopolskim Krzyżem Powstańczym. W uzasadnieniu napisano:

Brał czynny udział w Powstaniu Wlkp. z bronią w ręku. Od początku grudnia 1918 jako niemiecki marynarz w Straży Ludowej w Poznaniu, później w 4 Kompanii Marynarzy Powstańców Wlkp. na froncie pod Rynarzewem, Kcynią, Szubinem i Turami pod dow. por. Tomczaka Władysława. Pozostaje w W.P. do 01.05.1920 w Baonie Kolejowym jako plutonowy. Podstawa: odpis dokumentu śmierci nr 4204/1940; odpis zaśw. porucznika Tomczaka Władysława odpis zaśw. Jeleniewskiego Antoniego; odpis zaśw. Kozłowskiego Władysława.

## Śmierć
W kwietniu 1940 r. został aresztowany przez Niemców i uwięziony w poznańskim Forcie VII, a następnie został wywieziony do obozu koncentracyjnego w Dachau. Stamtąd został przeniesiony do obozu w Sachsenhausen, gdzie w grudniu tego samego roku został przez Niemców zamordowany, a jego ciało spalono w krematorium. Na prośbę jego żony, komendantura obozu przesłała jego prochy. Ostatecznie zorganizowano pogrzeb na cmentarzu Górczyńskim, na którym pojawili się członkowie PPS.

## Życie prywatne
Jego żona była Maria, z domu Najderek (1898-1975) była również działaczką Polskiej Partii Socjalistycznej oraz radną pierwszej po wojnie MRN w Poznaniu. Jego młodsi bracia Walenty (1896-1981)  i Wacław (1903-1972) również byli działaczami PPS.